# Bernardina Chavarría
Bernardina Chavarría Suárez (1785-1832) fue una patriota argentina, esposa de Juan José Viamonte, uno de los principales comandantes del ejército de la Revolución de Mayo. Es considerada una de las Patricias Argentinas.

## Biografía
Bernardina Chavarría nació en Buenos Aires, Virreinato del Río de la Plata, el 20 de mayo de 1785, hija de Bernardo de Chavarría Andrade y Lisarda Suárez Flores.
Contrajo matrimonio el 20 de mayo de 1800 con el general Juan José Viamonte, con quien tuvo numerosos hijos: Albana, Martiniana, Isabel Viamonte Chavarría, Avelino, Carmen, Bernabela y Juan José Viamonte Chavarría.
Adhirió tempranamente a la causa de la emancipación, al igual que su marido, hombre del presidente de la Primera Junta Cornelio Saavedra.
Una de las decisiones adoptadas por el cabildo abierto del 25 de mayo de 1810 ordenaba a la Junta Gubernativa disponer el envío de una expedición a las provincias del interior con el objeto formal de asegurar la libertad en la elección de diputados que las representarían en el gobierno. Más allá de esa justificación por otra parte razonable, era preciso evitar con rapidez la formación y consolidación de núcleos contrarrevolucionarios y demostrar a los partidarios en el interior del movimiento emancipador que serían sostenidos con decisión y preservados en sus vidas y hacienda por el nuevo gobierno.
El primer objetivo de la Expedición Auxiliadora sería la provincia de Córdoba, donde se organizaba la resistencia alrededor del héroe de la reconquista Santiago de Liniers.

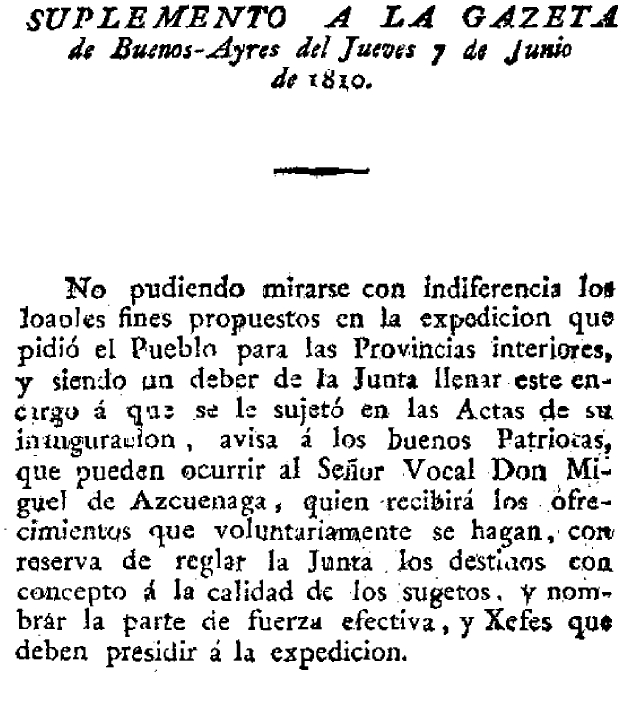
Resolución del 7 de junio de 1810.

El Cabildo del 25 de mayo había asignado recursos para organizar el nuevo ejército: los sueldos del Virrey Baltasar Hidalgo de Cisneros y de otros altos empleados de su administración. No obstante sea por resultar insuficientes o como medio para movilizar y comprometer a los vecinos con la causa se inició una suscripción pública. 
El 7 de junio la Gazeta de Buenos Aires publicó una resolución en los siguientes términos: "No pudiendo mirarse con indiferencia los loables fines propuestos en la expedición que pidió e pueblo para las provincias interiores, y siendo un deber de la Junta llenar este encargo  a que se le sujetó en las actas de su inauguración, avisa a los buenos patriotas que pueden concurrir al señor Vocal don Miguel de Azcuénaga, quien recibirá los ofrecimientos que voluntariamente se hagan, con reserva de reglar la Junta los destinos, con concepto a la calidad de los sujetos y nombrar la parte de fuerza efectiva y jefes que deben presidir la expedición".

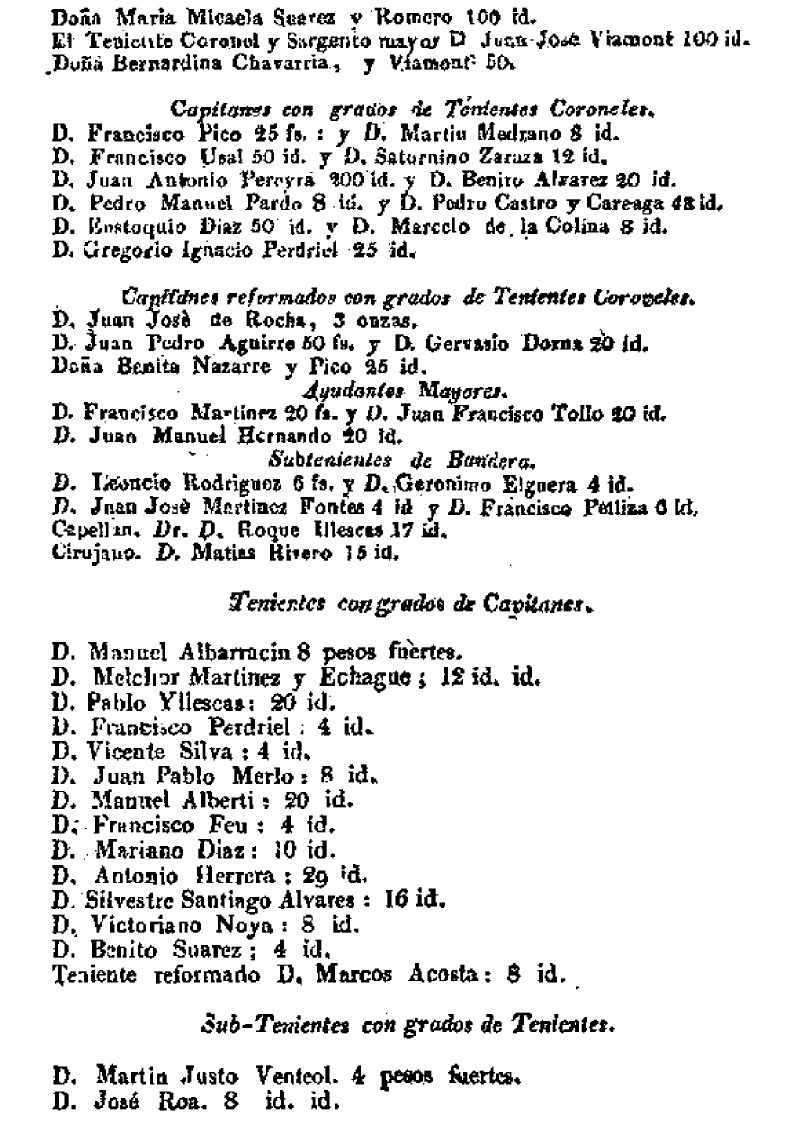
Lista de suscriptores, Gazeta del 12 de julio de 1810.

Iniciada la suscripción para la también llamada "expedición de Unión de las Provincias interiores" Bernardina Chavarría aportó la suma de 50 pesos fuertes y el doble su esposo, quien marcharía con el primer ejército de la revolución.
Con esos donativos y los que se hicieron en varias provincias, un mes después la Junta pasaba revista en Monte Castro a más de mil hombres. 
Fue socia fundadora y segunda presidenta de la Sociedad de Beneficencia organizada por Bernardino Rivadavia, ministro del gobernador Martín Rodríguez, tras disolver la Hermandad de la Santa Caridad. Presidida por Mercedes Lasala de Riglos e integrada entre otras por Juana del Pino de Rivadavia, hija del ex Virrey y esposa del Ministro, María Rosario Azcuénaga, Casilda Igarzábal de Peña y Mariquita Sánchez, la Sociedad se hizo cargo de todas las instituciones de bien público destinadas a mujeres y niños, que hasta ese entonces habían regenteado las Órdenes y Hermandades, incluida la Casa de Expósitos. 
Falleció en su ciudad natal el 18 de marzo de 1832 y fue sepultada en el Cementerio de la Recoleta.[cita requerida]